# Abaetetuba
Abaetetuba (aparținând Pará) este un oraș în Brazilia.